# Чертёжный шрифт
Чертёжный шрифт — рукописный и компьютерный шрифт, который применяется для оформления чертежей и других технических документов. Шрифт стандартизован, его описывает международный стандарт ISO 3098 «Technical product documentation — Lettering» (до 2000 года — DIN 6776-1 «Technische Zeichnungen — Beschriftung, Schriftzeichen») и такие национальные стандарты, как, например, ГОСТ 2.304-81 «Единая система конструкторской документации. Шрифты чертежные». Надписи чертёжным шрифтом могут выполняться от руки с использованием прямоугольной или наклонной сетки, могут использоваться трафареты и сухой перенос, а также компьютерный набор.
Согласно требованиям системы стандартов ЕСКД все надписи на чертежах должны быть выполнены чертёжным шрифтом по ГОСТ 2.304-81, а в текстовых документах чертёжный шрифт должен использоваться при рукописном способе выполнения.
Стандарт устанавливает высоту и ширину символов, толщину линии, расстояния между символами строками и словами.
Стандарты ISO 3098 и ГОСТ 2.304-81 определяют написание для латинского, кириллического и греческого алфавитов, арабских и римских цифр.

## История

Шрифт «рондо» Зённекена

До 1840-х годов надписи на чертежах в России выполнялись теми же почерками, что и обычные документы, с редким применением букв гражданской печати. После этого на чертежах появляются художественные шрифты (готические, славянские, курсивы и др.), которые в 1870-е годы во многом сменила разработанная Фридрихом Зённекеном модификация старинного французского шрифта «рондо» (Rundschrift). С увеличением производства чертежей и распространением светокопирования и синек вскрылись недостатки шрифта рондо: он был труден для исполнения, а его тонкие элементы в мелком кегле исчезали на копиях.

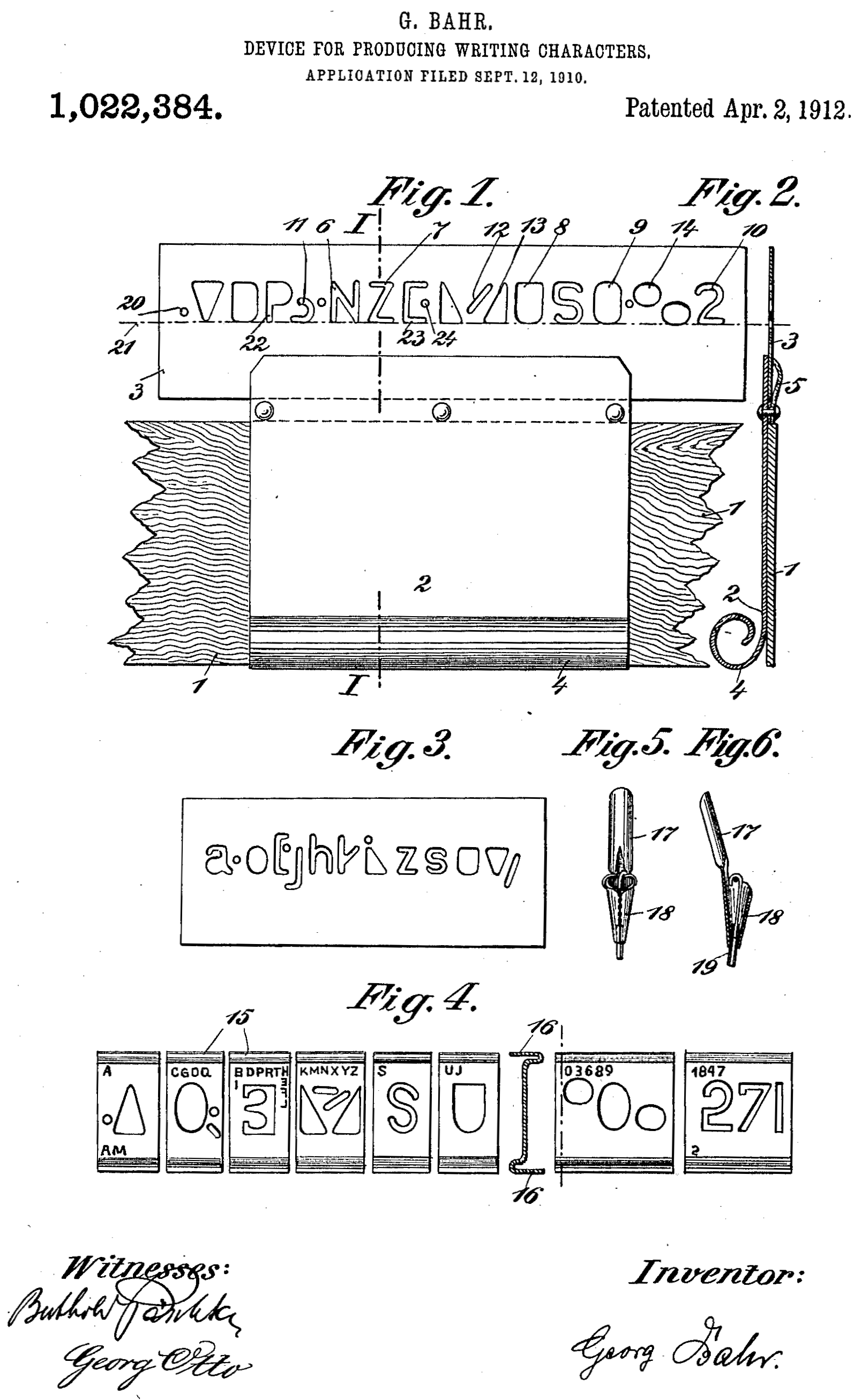
Патент на один из первых шрифтовых трафаретов (1912)

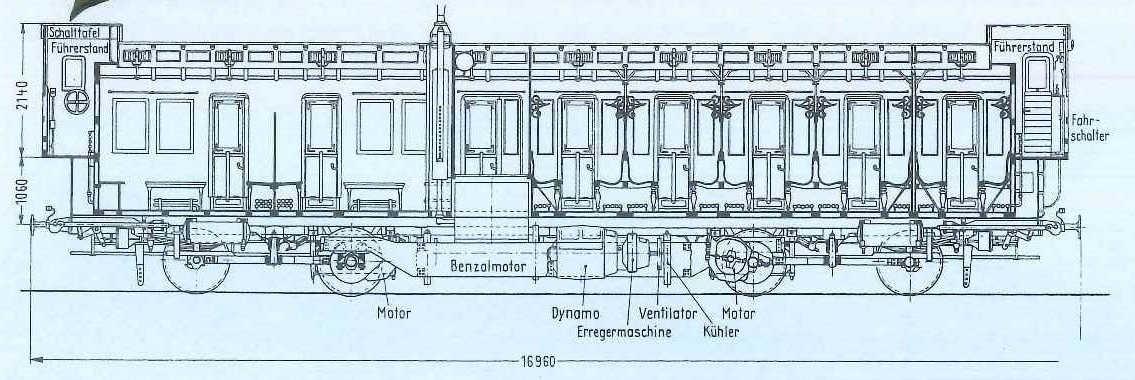
Чертёж дизельного локомотива KPEV VT 1, исполненный в 1910-е годы шрифтом IV 44

В 1895 году американец Чарльз Рейнхардт предложил использовать для фотокопируемых рабочих чертежей максимально простой и практичный шрифт с одинаковой толщиной штрихов. В 1900-е годы стали появляться целлулоидные шрифтовые трафареты, которые позволили легко писать на чертежах буквы и цифры, отвечающие требованиям простоты и минимальной контрастности (малого контраста). Прусские железные дороги приняли стандарт Musterzeichnung IV 44 на шрифты для надписей на вагонах, схемах и чертежах, а вскоре также и вывесок на станциях. В 1919 году на основе железнодорожного стандарта основанный двумя годами ранее Комитет по стандартизации немецкой промышленности установил первые в мире стандарты DI-Norm (DIN) 16 для наклонного и DIN 17 для прямого чертёжных шрифтов.
В 1928 году Комитет по стандартизации при Совете труда и обороны СССР опубликовал разработанный годом ранее Комиссией по нормализации чертежей при ВСНХ общесоюзный стандарт (ОСТ) 353 с наклонным (75°) «нормальным» чертёжным шрифтом, который имел рекомендательный характер и изначально не получил широкого распространения. После введения в шрифт «круглых» строчных букв он был в 1934 году утверждён ОСТ ВКС 7535 в качестве обязательного для всех чертежей в машиностроении и несмотря на внесение незначительных изменений в 1941 (ОСТ 7535—39), 1946 (ГОСТ 3554—46), 1953 (ГОСТ 3554—52) и 1959 (ГОСТ 3554—59) годах просуществовал почти в исходном виде до введения ЕСКД в 1968 году.

## Стандарты
Международный стандарт ISO 3098 состоит из шести частей под общим наименованием «Документация техническая на продукцию. Шрифт для надписей и обозначений»
- ISO 3098-1:2015 «Technical product documentation — Lettering — Part 1: General requirements» («Часть 1. Общие требования»)
- ISO 3098-2:2000 «Technical product documentation — Lettering — Part 2: Latin alphabet, numerals and marks» («Часть 2. Латинский алфавит, цифры и знаки»)
- ISO 3098-3:2000 «Technical product documentation — Lettering — Part 3: Greek alphabet» («Часть 3. Греческий алфавит»)
- ISO 3098-4:2000 «Technical product documentation — Lettering — Part 4: Diacritical and particular marks for the Latin alphabet» («Часть 4. Диакритические и специальные знаки для латинского алфавита»)
- ISO 3098-5:1997 «Technical product documentation — Lettering — Part 5: CAD lettering of the Latin alphabet, numerals and marks» («Часть 5. Шрифт из букв латинского алфавита, цифр и знаков для систем автоматизированного проектирования»)
- ISO 3098-6:2000 «Technical product documentation — Lettering — Part 6: Cyrillic alphabet» («Часть 6. Кириллица»)

Межгосударственный стандарт ГОСТ 2.304-81 был введён в действие в 1982 году и заменяет предшествовавший стандарт ГОСТ 2.304-68.
Стандарт Немецкого института стандартизации DIN 6776-1 «Чертежи технические. Надписи, шрифтовые знаки» в ноябре 2000 года был заменен на национальный стандарт DIN EN ISO 3098.

## Размеры

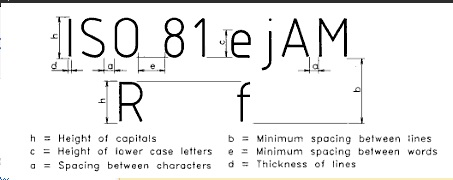
Размеры шрифта: высота прописных (h) и строчных (c) букв, ширина буквы g, толщина линии d

### Высота шрифта
Размером шрифта называется высота прописных (заглавных) букв в миллиметрах. Размер (высота) шрифта обозначается буквой h.
Стандарт устанавливает следующие размеры шрифта: 1,8; 2,5; 3,5; 5; 7; 10; 14; 20; 28; 40 (каждый следующий размер больше предыдущего приблизительного в {\displaystyle {\sqrt {2}}} раз). Размер 1,8 не рекомендуется, но допускается. Размеры 1,8 и 2,5 не допускаются, если чертёж выполняется карандашом. Для стандартного чертежа предпочтительными являются размеры 3,5; 5 и 7. Высота строчных букв равна предыдущему размеру шрифта. Так, если размер шрифта — 10, то высота прописных букв — 10 мм, а высота строчных —7.

### Выносные элементы
Термин «высота шрифта» не учитывает выносных элементов символов, которые выполняются за счёт промежутков между строками. В кириллице выносные элементы имеют прописные буквы Д, Й, Ц, Щ и строчные буквы (буква Ё в ГОСТ 2.304-81 не упоминается).

### Толщина линии шрифта
Толщина линии шрифта обозначается буквой d.
Существуют два типа шрифтов — тип А, у которого толщина линии в 14 раз меньше его размера (d = 1/14 h) и тип Б (в ISO 3098 обозначается латинской «B»), у которого толщина линии в 10 раз меньше его размера (d = 1/10 h). Поскольку ширина шрифта прямо пропорциональна толщине линии, шрифт А более узок, чем Б.

### Ширина шрифта
Чертёжный шрифт является пропорциональным (в отличие от моноширинного), то есть разные буквы у него могут иметь разную ширину.
Ширина шрифта обозначается буквой g и является прямо пропорциональной величине d. Самая широкая буква шрифта — Щ (g = 9d). Самые узкие буквы шрифта — з, с (g = 4d).
Ширина всех русских букв приведена в таблице.
| Ширина | Буква                                                             |
| ------ | ----------------------------------------------------------------- |
| 9d     | Щ                                                                 |
| 8d     | Ж, Ф, Ш, Ъ, Ы                                                     |
| 7d     | A, Д, М, Х, Ю, ж, т, ф, ш, щ, ы, ю                                |
| 6d     | Б, В, И, К, Л, Н, О, П, Р, Т, У, Ч, Э, Я, а, м, ц, ъ              |
| 5d     | Г, З,С,E, б, в, г, д, е, и, й, к, л, н, о, п, р, у, х, ч, ь, э, я |
| 4d     | з, с                                                              |

### Расстояния
Расстояния между буквами и цифрами делают вдвое больше толщины линии, то есть равными 2d. Расстояния между словами и числами делают такими, чтобы в них могла поместиться буква O, то есть равными 6d. Расстояния между нижними границами строк делают равными 17d.
| Параметры шрифта                                     | Обозначение | Относительный размер | Размеры, мм | Размеры, мм | Размеры, мм | Размеры, мм | Размеры, мм | Размеры, мм | Размеры, мм |
| ---------------------------------------------------- | ----------- | -------------------- | ----------- | ----------- | ----------- | ----------- | ----------- | ----------- | ----------- |
| Размер шрифта — высота прописных букв                | h           | (14/14)h             | 2,5         | 3,5         | 5           | 7           | 10          | 14          | 20          |
| Высота строчных букв                                 | c           | (10/14)h             | 1,8         | 2,5         | 3,5         | 5           | 7           | 10          | 14          |
| Расстояние между буквами                             | a           | (2/14)h              | 0,35        | 0,5         | 0,7         | 1           | 1,4         | 2           | 2,8         |
| Минимальный шаг строк (высота вспомогательной сетки) | b           | (20/14)h             | 3,5         | 5           | 7           | 10          | 14          | 20          | 28          |
| Минимальное расстояние между словами                 | e           | (6/14)h              | 1,05        | 1,5         | 2,1         | 3           | 4,2         | 6           | 8,4         |
| Толщина линий шрифта                                 | d           | (1/14)h              | 0,18        | 0,25        | 0,35        | 0,5         | 0,7         | 1           | 1,4         |

| Параметры шрифта                                     | Обозначение | Относительный размер | Размеры, мм | Размеры, мм | Размеры, мм | Размеры, мм | Размеры, мм | Размеры, мм | Размеры, мм | Размеры, мм |
| ---------------------------------------------------- | ----------- | -------------------- | ----------- | ----------- | ----------- | ----------- | ----------- | ----------- | ----------- | ----------- |
| Размер шрифта — высота прописных букв                | h           | (10/10)h             | 1,8         | 2,5         | 3,5         | 5           | 7           | 10          | 14          | 20          |
| Высота строчных букв                                 | c           | (7/10)h              | 1,3         | 1,8         | 2,5         | 3,5         | 5           | 7           | 10          | 14          |
| Расстояние между буквами                             | a           | (2/10)h              | 0,35        | 0,5         | 0,7         | 1           | 1,4         | 2           | 2,8         | 4           |
| Минимальный шаг строк (высота вспомогательной сетки) | b           | (14/10)h             | 3,1         | 3,5         | 5           | 7           | 10          | 14          | 20          | 28          |
| Минимальное расстояние между словами                 | e           | (6/10)h              | 1,1         | 1,5         | 2,1         | 3           | 4,2         | 6           | 8,4         | 12          |
| Толщина линий шрифта                                 | d           | (1/10)h              | 0,18        | 0,25        | 0,35        | 0,5         | 0,7         | 1           | 1,4         | 2           |

## Наклон

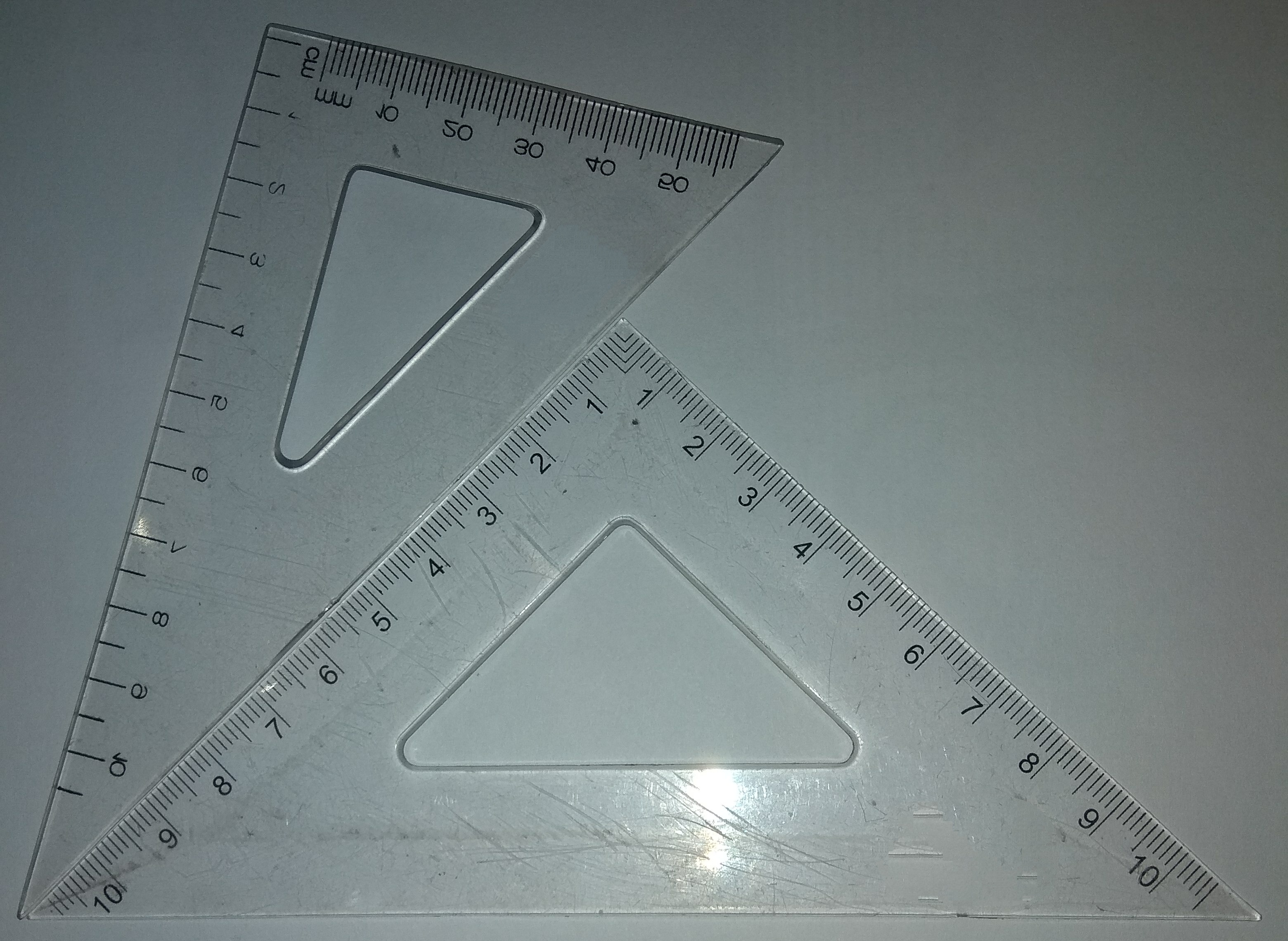
Использование двух треугольников для начертания сетки под углом 75°

В чертежах допускается как прямой, так и наклонный (наклон составляет примерно 75°) шрифт. Наклон можно начертать с помощью двух угольников. Принцип начертания шрифта при этом не изменяется, меняют направление только вертикальные линии сетки.

## Рукописная техника

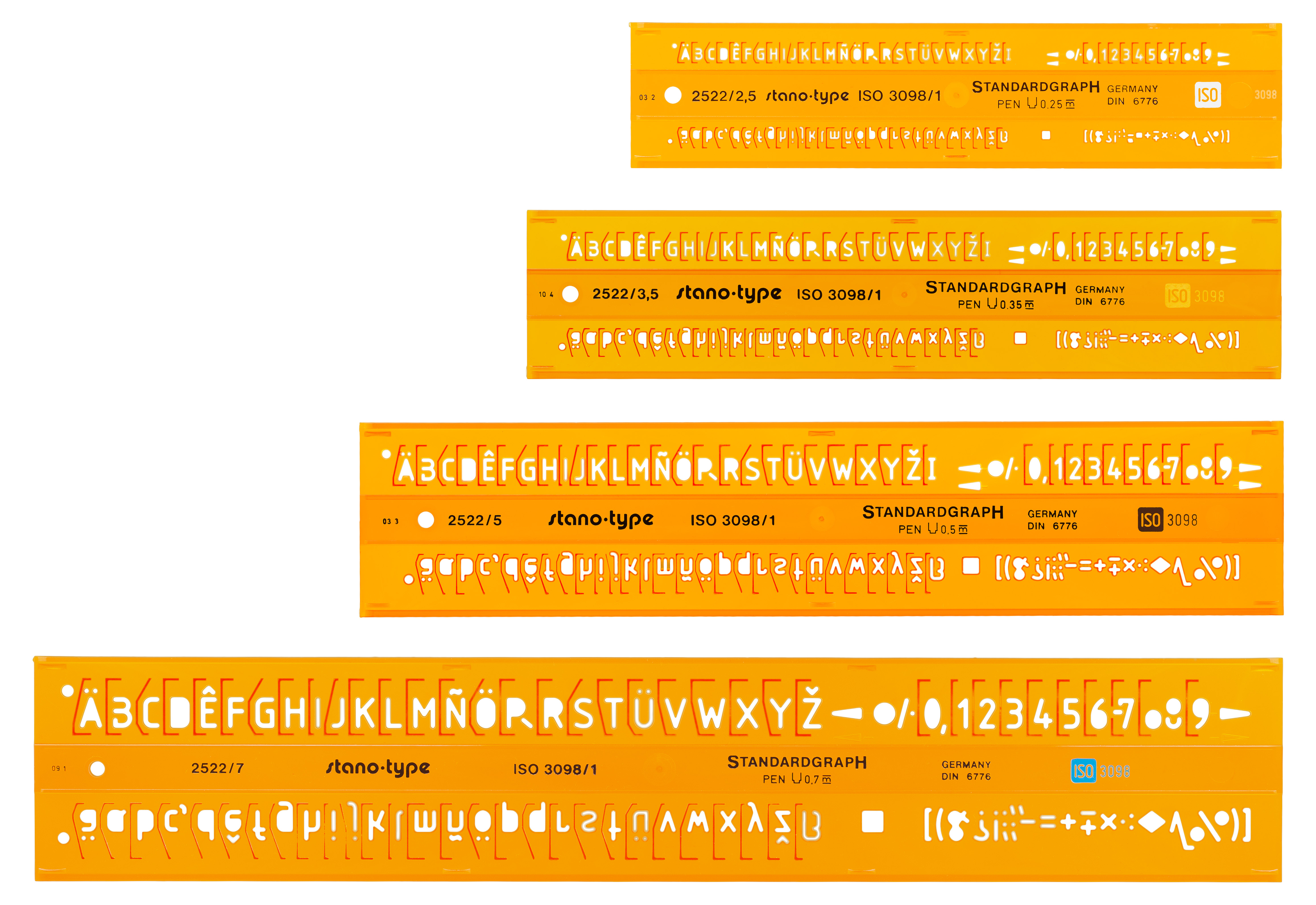
Набор трафаретов для нанесения шрифтов DIN 6776

В тех случаях, когда требуется сделать надпись чертёжным шрифтом вручную, проводят верхнюю и нижнюю линию строки. Для выполнения средних элементов букв Б, В, Е, Н, Р, У, Ч, Ъ, Ы, Я проводят горизонтальную линию посредине строки. Для букв З, О, Ф, Ю проводят ещё две горизонтальные линии, указывающие границы скруглений.
Существуют специальные трафареты для быстрого выполнения надписей.